# San Andrés Villa Seca
San Andrés Villa Seca è un comune del Guatemala facente parte del dipartimento di Retalhuleu.